# Ella Maillart
Ella "Kini" Maillart (20. února 1903, Ženeva - 27. března 1997, Chandolin) byla švýcarská dobrodružka, cestovatelka, autorka cestopisů, fotografka a sportovkyně.

## Mládí
Narodila se jako jediné dítě v rodině ženevského obchodníka s kožešinami Paula Maillarta. Otec byl Švýcar, její matka pocházela z Dánska. Když bylo Elle 20 let, podnikla se svou přítelkyní Hermine “Miette” de Saussure plavbu na plachetnici z Cannes na Korsiku, poté na Sardinii, na Sicílii a do Řecka. Soutěžila na Letních olympijských hrách v roce 1924 jako jachtařka v závodu jednomístných plachetnic třídy Monotype national. Jako jediná žena v soutěži skončila na devátém místě ze 17 startujících. Ve stejné době byla kapitánkou švýcarského týmu pozemních hokejistek. Byla rovněž přední sjezdovou lyžařkou.

## Kariéra

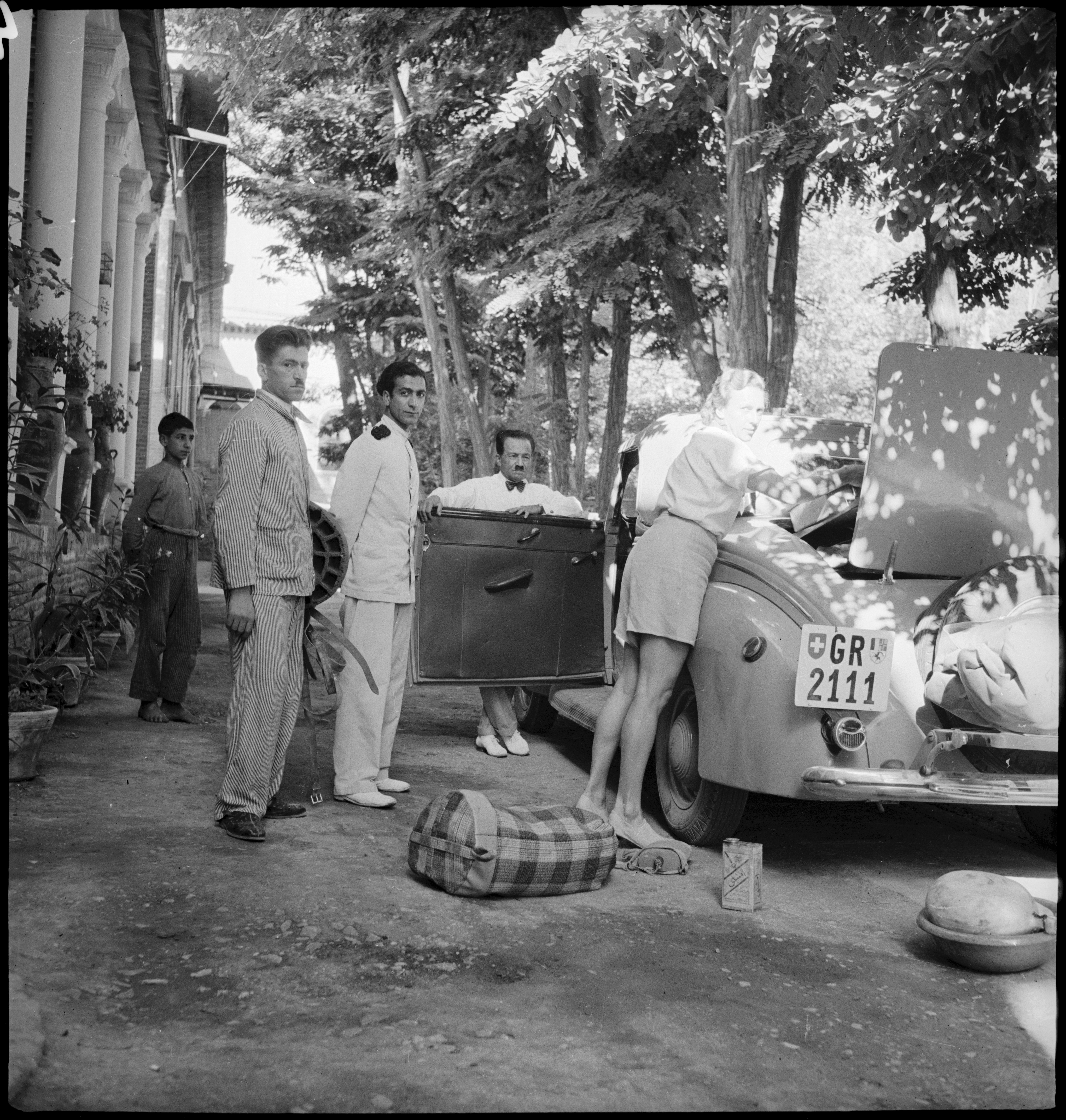
Ella Maillart v Íránu 1939/40

Od 30. let 20. století cestovala po muslimských republikách SSSR a dalších částech Asie. Z těchto cest vydala sérii knih, které jsou stejně jako její fotografie dnes (2020) považovány za cenné historické svědectví. Její rané knihy byly psány ve francouzštině, ale později začala psát v angličtině. Turkestán Solo popisuje její cestu po sovětském Turkestánu v roce 1932. Fotografie z této cesty jsou nyní (2020) vystaveny v křídle, které nese autorčino jméno v Historickém muzeu v Karakolu. V roce 1934 ji francouzský deník Le Petit Parisien poslal do Mandžuska, aby informovala o situaci za japonské okupace. Právě tam se setkala s Peterem Flemingem, známým spisovatelem a korespondentem The Times, s nímž se spojila, aby projela Čínu z Pekingu do Srinagaru (3500 mil), přičemž velká část trasy vedla přes nehostinné pouštní oblasti a přes strmé himálajské průsmyky. Cesta začala v únoru 1935 a její dokončení trvalo sedm měsíců, včetně cestování vlakem, na nákladních automobilech, pěšky, na koni a na velbloudech. Jejich cílem bylo zjistit, co se děje v Sin-ťiangu (tehdy také známém jako Sinkiang nebo čínský Turkestán), kde právě skončilo povstání v Kumulu. Maillart a Fleming se setkali s muslimskými jednotkami Hui generála Ma Hushana. Ella Maillart později zaznamenala tuto cestu ve své knize Forbidden Journey, zatímco paralelní pohled Petera Fleminga lze najít v jeho knize Zprávy z Tartary (News from Tartary). V roce 1937 se vrátila do Asie jako zpravodajka listu Le Petit Parisien, aby podala zprávu o Afghánistánu, Íránu a Turecku. V roce 1939 podnikla cestu ze Ženevy do Kábulu autem společně se švýcarskou spisovatelkou Annemarie Schwarzenbach. Tato cesta byla přerušena vypuknutím druhé světové války a osobními problémy mezi společnicemi. O tomto putování s Annemarie napsala knihu Krutá cesta (The Cruel Way, 1947). Annemarie je v knize pojmenována Christine, údajně po Annemariině smrti na žádost její matky.
Válečné roky strávila na jihu Indie, kde se věnovala učení Advaita Vedanta, jedné ze škol hinduistické filosofie. Po svém návratu do Švýcarska v roce 1945 žila v Ženevě a v Chandolinu, horské vesnici ve švýcarských Alpách v kantonu Valais. Až do pozdního věku se věnovala lyžování. Naposledy navštívila Tibet v roce 1986.

## Pozůstalost
Rukopisy a dokumenty Elly Maillartové jsou uloženy v Bibliothèque de Genève (knihovna města Ženevy), její fotografické práce jsou uloženy v Musée de l'Élysée v Lausanne a její dokumentární filmy (o Afghánistánu, Nepálu a jižní Indii) jsou součástí sbírky švýcarského filmového archivu v Lausanne, Švýcarsko.

## Knihy Elly Maillart

### Anglicky
- Turkestan Solo – One Woman's Expedition from the Tien Shan to the Kizil Kum (její cesta z Moskvy do Kyrgyzstánu a Uzbekistánu v roce 1932)
- Forbidden Journey – From Peking to Cashmir (její cesta napříč Asií s Peterem Flemingem v roce 1935)
- Gypsy Afloat (popis jejích námořních cest)
- Cruises and Caravans (autobiografický příběh)
- The Cruel Way (cesta ze Ženevy do Kábulu s Annemarie Schwarzenbach)
- Ti-Puss (příběh jejích let v Indii s tygří kočkou jako jejím společníkem)
- The Land of the Sherpas (fotografie a texty o jejím prvním setkání s Nepálem v roce 1951)

### Francouzsky
- Parmi la jeunesse russe - De Moscou au Caucase (o jejím pobytu v Moskvě a překročení Kavkazu v roce 1931)
- La vie immédiate (fotografie a texty Elly Maillartové od Nicolase Bouviera)
- Ella Maillart au Népal (fotografie pořízené v letech 1951 a 1965 během treku do základního tábora Mount Everestu)
- Cette réalité que j'ai pourchassée (dopisy rodičům, 1925–1941)
- Ella Maillart sur les Route de l'Orient (nejvíce evokativní fotografie, které pořídila během svých cest)
- Chandolin d'Anniviers (fotografie a texty o horské vesnici v Alpách, kde prožila závěr života)
- Envoyée spéciale en Manchourie (série článků napsaných v roce 1934 pro francouzský deník Le Petit Parisien)

## Videa a filmy (pouze ve francouzštině)
- Ella Maillart, écrivain. Un entretien avec Bertil Galland, 54 min., Les Films Plans fixes, Lausanne, 1984
- Ella Maillart chez Bernard Pivot (émission La vie est un long fleuve tranquille), INA, Francie, 1989
- Entretiens avec Ella Maillart: Le Monde mon héritage (rozhlasové rozhovory a film Les itinéraires d'Ella Maillart, Swiss TV production z roku 1973), 2009
- „Double Journey“ 43 minut. Dokument o její cestě autem ze Švýcarska do Afghánistánu v roce 1939 spolu s Annemarie Schwarzenbach. Film představil v Národní galerii umění ve Washingtonu jeho ředitel Antonio Bigini v březnu 2016[5]

## Publikace o Elle Maillart
- Peter Fleming: News from Tartary, 1936
- Monk Gibbon: Mount Ida, 1948
- Peter Fleming: A Forgotten Journey, 1952

## Ocenění
- Velká Schillerova cena, Švýcarsko, 1953
- Sir Percy Sykes Memorial Medal of the Royal Society for Asian Affairs, Londýn, 1955
- Prix quadriennal de la Ville de Genève, 1987
- Cena Alexandry Davidové-Néelové/Lamy Yongdena, 1989
- Grand Prix du Livre maritime, Festival de Concarneau, 1991
- Prix et Médaille Léon Dewez de la Société de Géographie de Paris, 1994